# Harry Tincknell
Harry Tincknell, född den 29 oktober 1991 i Exeter är en brittisk racerförare.